# Alexandre Grux
Alexandre Grux (Besançon, 3 februari 1972) is een Frans voormalig professioneel wielrenner. Hij reed drie seizoenen voor Ag2r Prévoyance.
Hij werd in 1994 Frans kampioen bij de Junioren, en negen jaar later, in 2003 nogmaals bij de Elite zonder contract. 

## Belangrijkste overwinningen
1994
- Frans kampioen op de weg, Junioren

2003
- Frans kampioen op de weg, Elite zonder contract

## Grote rondes
Geen